# 김을적
김을적(金乙適)은 조선 초기의 문신이다. 본관은 경주이며, 자는 치당(穉當), 호는 학산(鶴山)이다.

## 생애
생몰년은 미상이다. 고려 말에 출생하여 여러 관직을 거쳤으며, 고려가 멸망하고 조선이 개국하자 태조 때 부사(府使)가 되었다.
지방관을 주로 역임하였으며, 중앙 현직에는 오르지 못하고, 가자(加資)되어 산계는 가선대부에 이르렀다. 그의 삼종조(三從祖)인 김충한은 육은(六隱) 중의 한 사람으로 불사이군의 충절을 지키기 위해 두문동에 은거하였으나, 그와 그의 형제들은 모두 관직을 버리지 않았다.
지방관으로서 선정을 베풀어 이서(吏胥)와 백성들이 마음은 가을 달과 같고, 정치는 평안한 봄바람과 같다고 칭송하였다고 한다.
묘소는 현 포항시 신광면에 있다.

## 가족
- 고조(高祖)
  - 완산부원군(完山府院君) 김요(金瑤)
- 증조(曾祖)
  - 병부시랑 증예의판서(兵部侍郞 贈禮儀判書) 김정윤(金正潤)
- 조부(祖父)
  - 판삼사사 증문하부사(判三司事 贈門下府事) 김남분(金南賁)
- 선고(先考)
  - 진사 증이조판서(進士 贈吏曹判書) 김천응(金天應)
- 형제(兄弟)
  - 동래진병마도절제사(東萊鎭兵馬都節制使) 김을권(金乙券)
  - 사헌부장령(司憲府掌令) 김을진(金乙軫)
  - 예조참의(禮曹參議) 김을범(金乙範)
  - 이조판서(吏曹判書) 김을초(金乙軺)
  - 삼군부총제(三軍府摠制) 김을화(金乙和)

## 참고 문헌
- 경상도지(慶尙道誌), 경주읍지(慶州邑誌), 경주김씨세보(慶州金氏世譜).